# Viviers (Moselle)

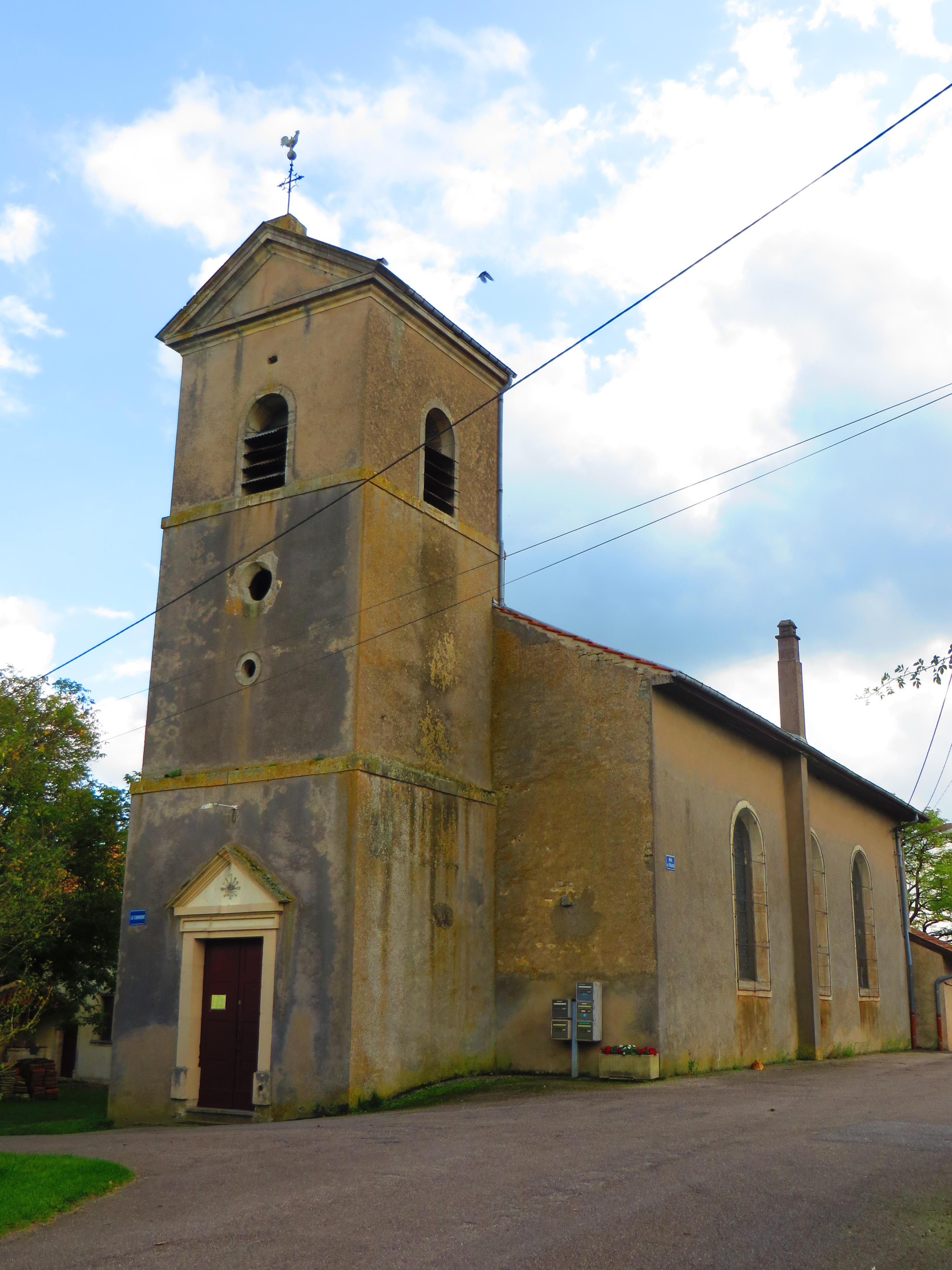
Kirche Mariä Himmelfahrt

Viviers ist eine französische Gemeinde im Département Moselle und in der Region Grand Est (bis 2015 Lothringen). Sie gehört zum Arrondissement Sarrebourg-Château-Salins. Der Ort hat 122 Einwohner (Stand 1. Januar 2022).

## Geographie
Viviers liegt südöstlich von Metz im Saulnois  (Salzgau) auf einer Höhe zwischen 234 und 293 m über dem Meeresspiegel, die mittlere Höhe beträgt 250 m. Das Gemeindegebiet umfasst 7,2 km².
Der Ort liegt am zehn Kilometer langen Bach Ruisseau de Viviers im Einzugsgebiet der französischen Nied.

## Geschichte
Das kleine Dorf ging wahrscheinlich aus eine gallorömischen Siedlung hervor. Der Ortsname Viviers ist auf das lateinische Wort für einen Fischweiher (Vivarium) zurückzuführen. Viviers gehörte früher zur Grafschaft Bar und war Hauptort der gleichnamigen gräflich Salmschen Baronie. Die Herrschaft kam 1597 durch Heirat an Lothringen und wurde 1661 Frankreich einverleibt. Viviers wird schon 1024 in einer von König Konrad dem Älteren ausgefertigten Urkunde genannt.
Durch den Frankfurter Frieden vom 10. Mai 1871 kam die Region an Deutschland und das Dorf wurde dem Kreis Château-Salins, Bezirk Lothringen, im Reichsland Elsaß-Lothringen zugeordnet. Die Dorfbewohner betrieben Ackerbau und Viehzucht sowie Obst-, Gemüse- und Weinbau. Nach dem Ersten Weltkrieg musste die Region aufgrund der Bestimmungen des Versailler Vertrags 1919 an Frankreich abgetreten werden. Im Zweiten Weltkrieg war die Region von der deutschen Wehrmacht besetzt.
1915–1919 bzw. 1940–1944 trug der Ort den eingedeutschten Namen Weiher.

### Bevölkerungsentwicklung
| Jahr      | 1962 | 1968 | 1975 | 1982 | 1990 | 1999 | 2007 | 2019 |
| Einwohner | 153  | 149  | 141  | 123  | 131  | 110  | 103  | 122  |

## Sehenswürdigkeiten
- Kirche Mariä Himmelfahrt
- Wasserturm